# Йоргос Даларас
Йоргос Даларас (на гръцки: Γιώργος Νταλάρας) е гръцки музикален изпълнител.
Роден е през 1949 г. в Неа Кокина / Пирея. Първите му изпълнения са в стил лаика, ребетика и димотика. Баща му – Лукас Даралас е известен изпълнител в стила ребетика. Чичовците и дядо му на Йоргос също са били музиканти. Негово е оригиналното изпълнение на песента „Ола кала ки ола ореа“, изпята по-късно в българския вариант „За тебе хората говорят“ от Тони Димитрова. А впоследствие Филип Киркоров я изпълнява и на руски език.

## Младежки години
Йоргос започва да работи от малък, за да помага на семейството си. През 1964 -1965 г. той прави първите си изпълнения. На 15 г. той изпълнява „Pikros Kahmos“ – песен на баща си, а баща му го съпровожда на бузуки.
На 17 г. Йоргос вече пее професионално. Първите му опити са в музикалния център „Stu Stelakh“ със Стелио Перпиниади, където пее и свири на китара. Едновременно с това прави прослушвания, но го отхвърлят, като изтъкват за причина възрастта му и необработеният глас. През 1967 година записва песента „Prosmonh“. Малко по-късно Спирос Загореос – много добър приятел на баща му кани Макис Мацас за да прослуша Даларас.
Мацас е ентусиазиран и Йоргос Даларас подписва първия си договор.

## Творческа кариера
През 1968 г., след няколко участия в сборни албуми, записва първия си албум с песни на Куюмдзис, Мицакис и др. Оттогава Даларас е продал около 10 милиона свои албуми. На гласа на младия още Йоргос Даларас се доверяват известни композитори като Ставрос Куюмдзис, Апостолос Калдарас, Манос Лоизос, Микис Теодоракис. През 1974 г. излиза историческия албум „Та 18 лианотрагуда тис пикрис патридас“ – първия след падането на хунтата по музика на големия композитор Микис Теодоракис и стихове на Янис Рицос.
През 1975 година записва двойния албум „50 Xronia Rempetiko“ с песни в стил рембетика.
През 1978 представя в „Диагониос“ цикълът от песни на Янис Маркопулос „Sergiani ston kosmo“. Работи с едни от най-известните личности в музикалното изкуство, между които композиторите Микис Теодоракис, Манос Хадзидакис, Калдарас, Лоизос, Маркопулос, Пану, Спанос, Танос Микруцикос, Николопулос и стихотворците Лефтерис Пападопулос, Манос Елефтериу, Питагорас и др. От чуждите – Пако де Лусия, Ал ди Меола, Ариел Рамирес, Горан Брегович, Стинг, Брус Спрингстийн, Питър Гебриел и др.
С гъвкавия си глас и сценичното си присъствие Йоргос Даларас става много популярен, а през 1994 г. големия певец Стелиос Казанзидис казва за него:„Което и радио да пуснеш – Даларас“.
От 1980 г. започва периодът на концертите. Успоредно с тях не спира да издава и нови албуми. Даларас изпълнява гръцки песни, както в концертните зали на Гърция, така и из целия свят. Организирани са над 500 концерта в едни от най-известните концертни зали и стадиони – Wembley, Brenda Byrne Arena, Alte Oper, Olympia, Mann Auditorium и други.
През 1983 г. Даларас пълни Олимпийския стадион в Атина 2 пъти, като билетите са продадени 5 дни по-рано. Събират се над 160 000 зрители. Събитието се запомня като единственото по рода си в Гърция. За концерта на Йоргос Даларас пристигат автобуси, пълни с хора от цяла Гърция. Когато се появява на сцената публиката крещи от радост, аплодисментите не спират. В първия момент Даларас е шокиран от сблъсъка с толкова много публика. Първата си песен запява с треперещ глас. В концерта участват също Харис Алексиу, Янис Париос, Лукианос Килайдонис. Концертът продължава 3 часа.
Това е и периодът на международните изяви, участия във фестивали – Париж, Куба (1981), Брюксел (1982), Виена (1983), Москва (1985). Даларас посещава Европа, Америка, Канада, Австралия, Израел, Латинска Америка, Кипър и навсякъде има успех.
През 1989 г. интерпретира в Паллас и храмът „Свети Дионисиу“ литургията на Ариел Рамирес – „MISA CRIOLLA“.
През 1986 Йоргос Даларас осъществява съвместен концерт с китаристите Пако де Лусия и Ал ди Меола. От това сътрудничрство е роден албумът „Latin“. Лятото на 1988 г.те отново се срещат на сцената, но този път в САЩ – Медисън Скуеър гардън в Ню Йорк. Шест години по-късно през април 1994 г. Даларас и Ал ди Меола участват заедно в концерта за Кипър в Мийдоуланд, Ню Джърси. Успоредно с това Даларас кани твореца да участва в албума RED and BLUE с една песен посветена на Кипър.
С Пако де Лусия се среща за първи път през 1986 г.
Записи от този концерт присъстват в албума ”Zontanes hxografiseis”, a две години по-късно във Фестивала на Средиземноморската музика в Мадрид и Майорка.
От 1990 до 1999 година Йоргос Даларас е често споменавано име в Иера Одо. 1996 година се осъществяват съвместни концерти с Пикс Лакс, Елени Цалигопулу, Марио Франгули, Горан Брегович, Синитис Ипопти, Подилатес, Ипогиа Ревмата, Гянис Варди.
През 1995 г. Заедно с Metropole Orchestra (Холандия) Даларас прави концерт в чест на Микис Теодоракис.
И още един известен концерт в Музикалната Сграда на Атина през 1997. Същата година е и концертът в Mann Auditorium в Тел Авив (Израел).
През 1999 г. Даларас се среща с Ossipov Russian Orchestra – това е един от многото върхове в кариерата му. С известния руски оркестър той посещава Атина, Патра, Кипър и стига до Queen Elizabeth Hall (Лондон). Същата година заедно със Симфоничния оркестър на Монреал свири в Notre Dame Basilica. През този период са създадени едни от най-известните му албуми.
През септември 2000 г. Йоргос Даларас заедно с BBC Concert Orchestra участва в рецитал в Иродио под ръководството на маестро Nick Davies. В концерта участва и известната американска джаз певица Joan Faulkner. През октомври 2000 г. същият концерт се състои и в Лондон в Royal Festival Hall. Следват 4 концерта в Кипър със съдействието на Кремълския Симфоничен Оркестър. Малко по-късно Даларас е в Кремъл, където отново се среща със същия оркестър.
2001 година е важна за Даларас – след 2 десетилетия отново се среща с двама стари приятели – Пано Кацимиха и Баби Стока. Февруари същата година в Атина се състои концерта в чест на Василис Цицанис с надслов „Каквото и да кажа, не ще те забравя“. Билетите са изчерпани за три часа. Даларас изпълнява песните на Цицанис под съпровода на 10 бузуки (в стил Василис Цицанис). На сцената са също Елени Цалигопулу, Герасимос Андреатос, Гиота Дракиа и Григориос Дараваноглу.
По-късно през май с изходна точка Хага започва още един голям Европейски период на Йоргос Даларас. Осем европейски града ще посрещнат гръцкия изпълнител, който заедно с Пано Кацимиха и Баби Стока „разпространят“ гръцката песен в по-големите концертни зали и музикални театри в Европа. Билетите за всички програмирани концерти са продадени доста време преди това – пример за големия интерес и многото фенове на Даларас извън границите на Гърция. Интересът е подсилен също така и от факта, че концертите му съвпадат с излизането на новия му албум „H asfaltos poy trexei“. Този албум има голям успех. Записва се едновременно в Атина и в Ню Йорк. В него са включени песни на гръцки творци, като в същото време има и изпълнения на чужди, като Ал ди Меола и Стинг, с когото интерпретират песента „Mad about you“(„Trelos gia sena“)
Юни 2001 г. Йоргос Даларас отново си сътрудничи с Руския Оркестър на Осипов, под ръководството на Николай Калинин. Това е един изключителен концерт, в който участва и Jocelyn B. Smith.
Като продължение през август Даларас за първи път се среща с прочутия Филаделфийски Филхармоничен Оркестър, участвайки във Фестивала на Класическата Музика в Саратога. Става въпрос за един от най-известните фестивали на класическа музика в света. За първи път в този фестивал има гръцко участие в лицето на Йоргос Даларас.
Септември 2001 година се осъществяват 2 изключителни концерта в Иродиа с Гиоргос Даларас и Емма Шаплин.
Януари 2002 Даларас се появява за първи път на сцената на Музикалната сграда в Солун с два концерта под съпровода на Солунския Държавен Оркестър. Пролетта същата година се връща на сцената на ZIGO с една програма наерчена „От сърце“. Заедно с него пеят Герасимос Андреатос, Мелина Асланиду, Анна Бурма и малката Арети Кетиме. Като последствие се ражда двойният диск „От сърце“. След успешното си представяне в Зиго Даларас и групата посещават Солун, Патра, Кипър, Навплио, Будапеща, Майнц и Берлин.
През 2003 година Йоргос Даларас издава нов диск заедно с Маринела. Това е запис на концерта с надслов „Заедно“(„Mazi“).
Същата година издава и двойния диск в чест на Марко Вамвакарис. През 2004 г. се състои концертът му с Гликериа „Afieroma sthn Mikra Asia“, след което е концертът му с Антонис Ремос.
Съпругата му се казва Анна и заедно имат дъщеричка Георгиана.

## Дискография
- 1969 – Giorgos Ntalaras
- 1970 – Natane to 21
- 1971 – O Metikos
- 1971 –O Giorgos Ntalaras tragoyda Apostolo Kaldara
- 1972 – Mikra Asia
- 1973 – Byzantinos esperinos
- 1974 – 18 Lianotragoyda ths mikris patridas
- 1974 – Mikres politeies
- 1975 – 50 Xronia rempetiko
- 1975 – Sta psila ta paratiria
- 1976 – Ta tragoydia mas
- 1978 – Oi maides oi Hlioi moy
- 1981 – Radar
- 1982 – Hlios Hliatoras
- 1982 – Omorfo xaba
- 1983 – O tragoydisths
- 1983 – Ta tragoydia moy LIVE
- 1984 – Kalhmera Kyria Lydia
- 1985 – Apona matia
- 1986 – Treloi kai aggeli
- 1988 – Stauros Ksarxakos
- 1989 – Mi milas kyndineyei Ellas
- 1991 – Erotikh proba
- 1991 – Ta katon Markon
- 1992 – An yparxei logos
- 1992 – Sugnomh gia thn amyna
- 1994 – The Greek Spirit
- 1995 – Live & Unplugged [LIVE]
- 1995 – Stin Ellada Kani Krio
- 1996 – Metysmena tragoydia
- 1997 – Dalaras&G. Bregovic – Me dyo papoutsia panina
- 2001 – I asfaltos poy trexei
- 2002 – Apo kardia LIVE
- 2003 – Afieroma ston Marko Bambakari
- 2003 – Маринела & Даларас – Live Sto Megaro Mousikis
- 2004 – Даларас – Гликерия (Afieroma sti Mikra Asia)
- 2004 – Sta tragoydia poy soy grafo D
- 2005 – Даларас & Антонис Ремос